# Takeshi Honda
Takeshi Honda (本多 剛 Honda Takeshi?), född 20 maj 1981 i Saitama prefektur, är en japansk före detta fotbollsspelare.
Honda började sin karriär 2003 i Ventforet Kofu. Han avslutade karriären 2003.